# Pennisetum pedicellatum
Pennisetum pedicellatum est une plante de la famille de poaceae et du genre pennisetum.
Espèce
Synonymes
- Cenchrus pedicellatus (préféré par NCBI)[2]
- Cenchrus pedicellatus (Trin.) Morrone (préféré par GRIN)[3]
- Cenchrus pedicellatus (Trin.) Morrone[1]
- Eriochaeta densiflora Fig. & De Not.[1]
- Eriochaeta secundiflora Fig. & De Not.[1]
- Panicum araneosum Edgew.[1]
- Pennisetum amoenum Hochst. ex A.Rich.[1]
- Pennisetum densiflorum (Fig. & De Not.) T.Durand & Schinz[1]
- Pennisetum implicatum Steud.[1]
- Pennisetum lanuginosum Hochst.[1]
- Pennisetum pedicellatum var. amoenum (A.Rich.) Chiov.[1]
- Pennisetum pedicellatum Trin.[3]
- Pennisetum pedicellatum[2]
- Pennisetum secundiflorum (Fig. & De Not.) T.Durand & Schinz[1]

## Liste des variétés et sous-espèces
Selon Catalogue of Life (24 décembre 2017) :
- sous-espèce Cenchrus pedicellatus subsp. pedicellatus
- sous-espèce Cenchrus pedicellatus subsp. unispiculus

Selon The Plant List (24 décembre 2017) :
- sous-espèce Pennisetum pedicellatum subsp. unispiculum Brunken

Selon Tropicos (24 décembre 2017) (Attention liste brute contenant possiblement des synonymes) :
- sous-espèce Pennisetum pedicellatum subsp. pedicellatum
- sous-espèce Pennisetum pedicellatum subsp. unispiculum Brunken
- variété Pennisetum pedicellatum var. pedicellatum
- variété Pennisetum pedicellatum var. pubirachis Berhaut